# Mehmet Ali Seyrek

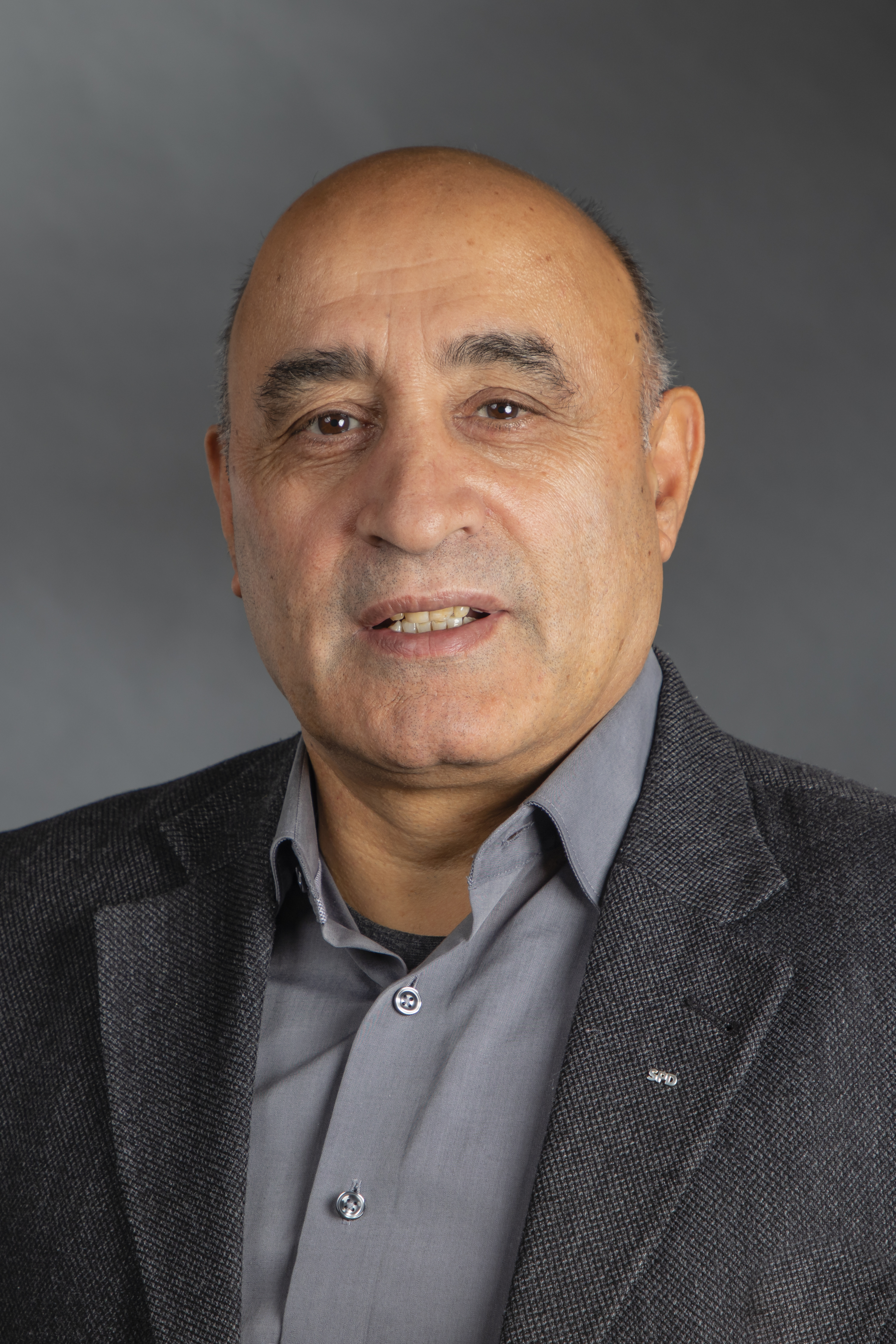
Mehmet Ali Seyrek (2019)

Mehmet Ali Seyrek (* 15. Dezember 1959 in Nazımiye, Provinz Tunceli in der Türkei) ist ein Bremer Politiker (SPD) und seit 2011 Mitglied der Bremischen Bürgerschaft.

## Biografie

### Ausbildung und Beruf
Seyrek ist als Kurde in der Türkei aufgewachsen. Er besuchte in Istanbul die Schule und schloss mit einem dortigen Abitur 1979 ab. Im gleichen Jahr kam er nach Deutschland und lebte in Lübeck. 1982 zog er nach Bremen um. Hier erwarb er bis 1985 das deutsche Abitur. Er studierte von 1985 bis 1996 Elektrotechnik an der Universität Bremen, war im AStA aktiv und war 1996/97 Laborbetreuer. 1997 war er auch Zweiter Geschäftsführer der Uni-Cafeteria Quarkstube. Nach dem Studium wirkte er als Übersetzer für einige Bundesbehörden und betreute Studenten. 2010 war er für die Ausbildungs-Cooperative Aucoop Bremen in der sozialen Betreuung von Jugendlichen tätig. Seit 2011 ist er Angestellter einer allgemeinen Berufsschule in Bremen.

### Politik
Seyrek ist seit 1994 Mitglied in der SPD. Er war danach in seinem Ortsverein Neue-Vahr in verschiedenen Funktionen aktiv und im Beirat des Stadtteils Bremen-Vahr als Sachverständiger Bürger im Bildungsausschuss tätig. 
Von der 18. Wahlperiode an ist er seit dem 8. Juni 2011 Mitglied der Bremischen Bürgerschaft. Er wurde über Personenwahl in die Bürgerschaft gewählt. Von Listenplatz 53 der SPD-Liste im Wahlbezirk Bremen machte er nach Personenstimmen einen Sprung auf Platz 12.

Er ist vertreten im
Ausschuss für Bürgerbeteiligung, bürgerschaftliches Engagement und Beiräte (Stadt),
Ausschuss für Integration, Bundes- und Europaangelegenheiten, internationale Kontakte und Entwicklungszusammenarbeit, 
Betriebsausschuss Werkstatt Bremen,
Jugendhilfeausschuss,
Landesjugendhilfeausschuss und im
Petitionsausschuss (Land und Stadt) sowie in der
städtischen Deputation für Gesundheit.
Er ist aktuell Sprecher für Antidiskriminierung der SPD-Fraktion.

### Weitere Mitgliedschaften
Seyrek ist Mitglied in verschiedenen sozialen Einrichtungen in Bremen.